# NGC 2761
NGC 2761 é uma galáxia espiral (S?) localizada na direcção da constelação de Cancer. Possui uma declinação de +18° 26' 06" e uma ascensão recta de 9 horas, 07 minutos e 30,7 segundos.
A galáxia NGC 2761 foi descoberta em 29 de Março de 1865 por Albert Marth.